# Mangroven-Baumkrabbe

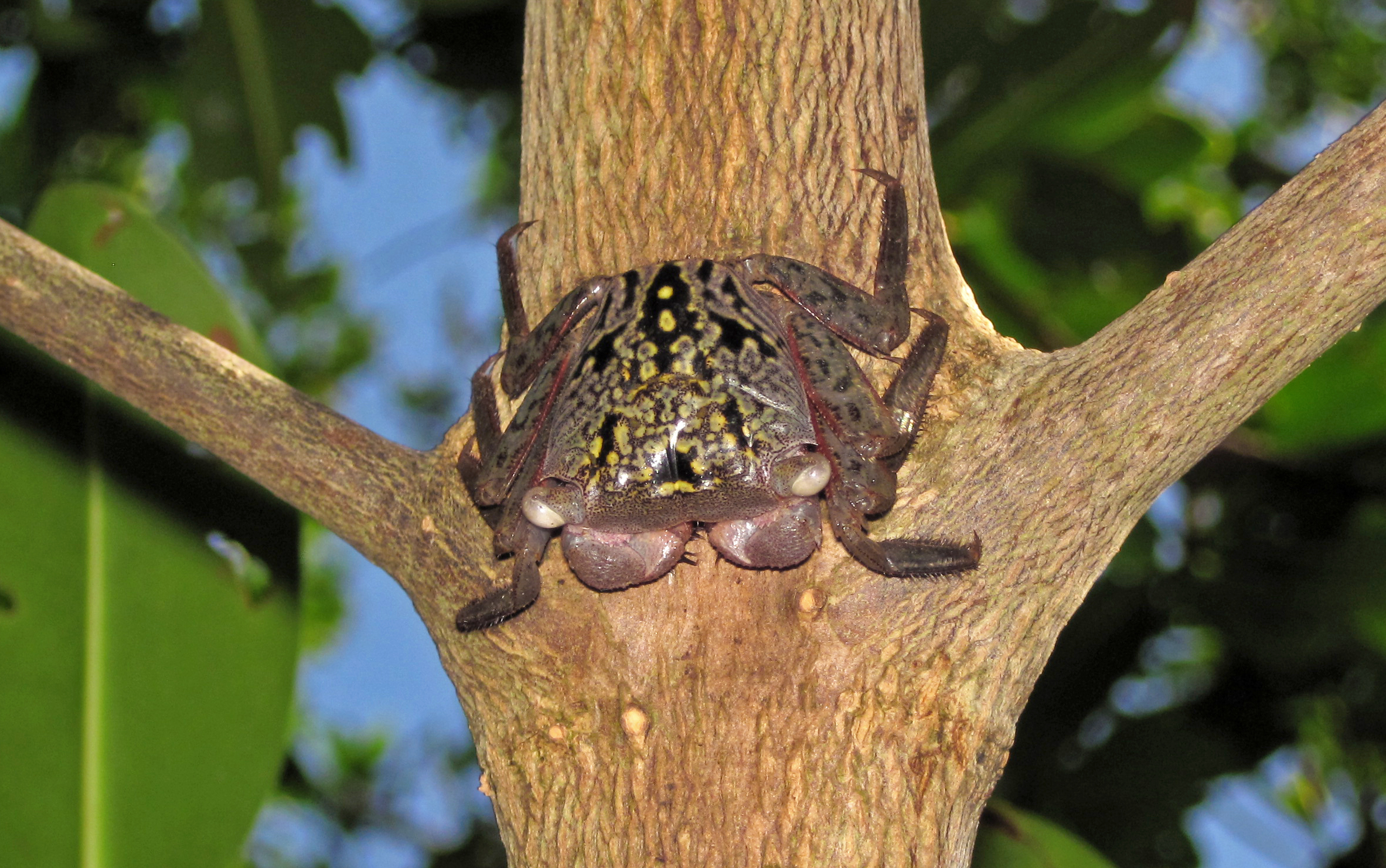
Mangroven-Baumkrabbe an Baumstamm

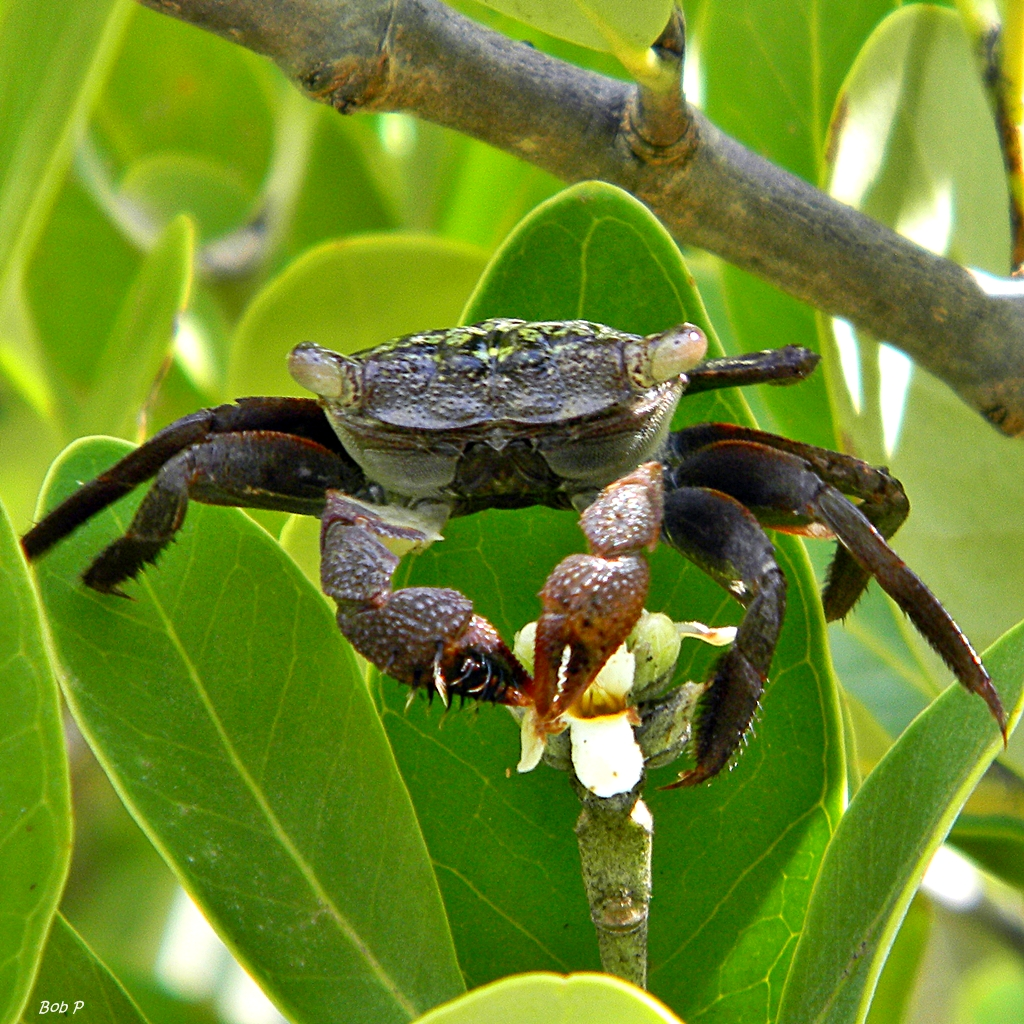
Mangroven-Baumkrabbe (Vorderansicht)

Die Mangroven-Baumkrabbe (Aratus pisonii) ist eine in Nord-, Mittel- und Südamerika vorkommende baumbewohnende Krabbenart (Brachyura) aus der Familie der Sesarmidae. Der Artname ehrt den niederländischen Arzt und Naturforscher Willem Piso.

## Merkmale
Mangroven-Baumkrabben zeichnen sich durch einen abgeflachten, nach hinten sich verjüngenden Rückenpanzer (Carapax) aus, der bei den Männchen mit einer Breite von bis zu 27 Millimetern etwas ausladender als bei den Weibchen mit 25 Millimetern ist. Der Panzer ist auf der Oberseite braun gefärbt und kräftig grünlich gesprenkelt. Die Unterseite hat eine graue Farbe. Wie alle Zehnfußkrebse besitzt die Mangrovenkrabbe fünf Beinpaare, die sämtlich braun gefärbt und schwach olivgrün marmoriert sind. Das vorderste Beinpaar ist zu zwei Scheren umgebildet. Die beiden Scherenbeine (Chelipeden) haben etwa die gleiche Größe. Charakteristisch sind die langen, kräftigen Laufbeine, die am Ende spitz und gebogen sind und den Krabben dadurch einen festen Halt am Baum geben und ihnen ein effektives Klettern ermöglichen. Die Augen befinden sich weit auseinander liegend an den vorderen Ecken des Panzers und stehen seitlich leicht erhöht ab.

## Ähnliche Arten
Die an der Pazifikküste von Nicaragua bis Peru vorkommenden Baumkrabben wurden 2014 von Aratus pisonii abgetrennt und werden seitdem als Schwesterart Aratus pacificus geführt.

## Verbreitung und Lebensraum
Die Verbreitung der Mangroven-Baumkrabben erstreckt sich von Florida weiter südlich durch Mittelamerika bis in den Norden Brasiliens. Die Art ist auch auf den Karibischen Inseln heimisch. Bevorzugter Lebensraum sind tropische und subtropische Ufergebiete mit Brackwasser und Mangrovenzonen.

## Lebensweise
Mangroven-Baumkrabben halten sich überwiegend im mittleren Bereich von Mangrovenbäumen auf. Dort verstecken sie sich in der Rinde oder unter Zweigen und Blättern. Bei starker Flut weichen sie in höhere Regionen aus, zuweilen bis in die Baumkronen. Als Hauptlebensraum dienen Rote Mangroven (Rhizophora mangle). Gelegentlich werden sie auch auf Schwarzer Mangrove (Avicennia germinans) oder Weißer Mangrove (Laguncularia racemosa) gefunden. Die Krabben sind Allesfresser. Sie nehmen tierische Nahrung, Aas, Mangrovenblätter, verrottete Wurzeln oder Algen zu sich. Laborversuche haben ergeben, dass tierische Nahrung bevorzugt wird. Die Laichzeit erstreckt sich über einen längeren Zeitraum, erreicht jedoch in der Regenzeit ihren Höhepunkt. Die weiblichen Mangrovenkrabben tragen die befruchteten Eier unter ihrer Bauchklappe, bis sie zum Schlüpfen bereit sind. Sie ziehen dann an den Rand des Mangrovengebiets, wo die Bedingungen für die Entwicklung von Embryonen im Meer gegeben sind. Die Larven durchlaufen im Laufe eines Monats vier Zoea-Stadien und werden ein Teil des frei schwimmenden Planktons. Nach der Häutung zur Megalopa-Larve entwickelt sich die landlebende Jungkrabbe, die dann zunächst im Wurzelwerk der Mangroven lebt.
Die Art ist standorttreu. Größere Migrationen wurden nicht beobachtet. Fressfeinde greifen die Krabben meist während des Aufenthalts am Boden, im Schlamm oder im Wasser an. Es sind dies in erster Linie größere Krabbenarten, Fische oder Vögel. Waschbären und Otter zählen ebenfalls zu den Fressfeinden.

## Gefährdung
Die Art ist in ihren Vorkommensgebieten meist zahlreich und gilt als nicht gefährdet. Von der Weltnaturschutzorganisation IUCN wird sie gegenwärtig nicht geführt.